# Gabriela-Maria Podașcă
Gabriela-Maria Podașcă (n. 3 mai 1985, București, România) este o politiciană română, aleasă deputat în 2012 în București din partea Partidului Social Democrat (PSD). În 2016 a candidat din nou pe lista partidului ei, dar nu a fost aleasă inițial, ea devenind deputat doar după demisia lui Dumitru Chiriță în noiembrie 2017. În mai 2018, a trecut la Partidul Pro România. La data de 16 ianuarie 2017, Gabriela - Maria Podașcă a fost numită secretar de stat la Ministerul Tineretului și Sportului.